# Этнографический комплекс «Чочур-Муран»
Этнографический комплекс «Чочур-Муран» — построен неподалёку от Якутска в дань уважения русским первопроходцам Сибири. Он представляет собой территорию, на которой стоят несколько отреставрированных деревянных построек разного назначения. Здесь по-настоящему есть много интересного: к примеру, купеческий дом с полностью оригинальным интерьером и прекрасным резным обрамлением окон или амбар, выстроенный по прототипу амбара того же купца (увы, оригинальное здание не подлежало восстановлению). В амбаре тоже сохранён оригинальный интерьер, и он, как и некоторые другие постройки на территории комплекса, сегодня оборудован под гостиницу со всеми удобствами. Также интересны домик каюра (погонщика ездовых собак) и великолепный дом охотника — великолепный не в смысле величины или пышности, а в смысле обилия трофеев, которые здесь можно увидеть.
Главное здание — канонический якутский острог, на разных этажах которого нашлось место для экспозиции старинных ружей и якутских сельскохозяйственных орудий, коллекции предметов быта XX века и карты «доермаковской» Сибири, а на третьем этаже можно заглянуть в настоящий эвенкийский чум. В ресторане, кроме русской кухни, гостям предлагают и особое меню из даров тайги — саламат (деревенские сливки, заправленные мукой), кёрчэх с арктическими ягодами (те же взбитые сливки, но с брусникой или голубикой), тансык (измельчённая жеребятина) и другие. В срубе «Охотничье зимовье» можно отдохнуть у камелька, в «Домике каюра» — познакомиться с прошлым и настоящим искусства езды на собачьих упряжках, а в созданном же по историческим образцам здании амбара — переночевать с современным комфортом.
Общий принцип этнографического комплекса не назвать однородным, но зато здесь интересно. К примеру, на входе посетители натыкаются на копию вертолёта Ми-8 в натуральную величину (можно забраться в кабину). Рядом стоит модель якутского острога. Как и острог, главный корпус (точнее, башня над воротами) строился по чертежам академика Ополовникова, изучавшего деревянную архитектуру русского севера 10—17 веков.

## Структура здания
В главном корпусе есть два зала, Большой и Малый, и оба можно осматривать как настоящие музейные помещения. В центре Большого стоит чучело лося двухметровой высоты в холке. На стенах висят оригинальные старинные ружья, которые закреплены на сети, сплетённой из конского волоса вручную. Три самых старых ружья датируются временем правления императрицы Екатерины II. Также здесь, под потолком и на стенах, можно увидеть головы животных, национальную якутскую косу и огромную карту в старинном стиле, сделанную в виде паруса казацкого коча. По карте можно отследить самые важные экспедиции 17 века и последующих. В уголке скромно стоит аквариум, заполненный почему-то пираньями. При комплексе работает питомник аляскинских лаек, где при желании (и наличии оных) можно купить щенка.
Малый зал выглядит немного иначе: его интерьер напоминает обеденную залу богатого мещанина. В качестве экспонатов здесь выставлены старые банкноты и облигации начиная с 19 века.
На третьем этаже главного корпуса всё становится ещё интереснее. Здесь можно увидеть чум из бересты, какие эвенки строили на летний сезон. Также здесь хранятся и другие удивительные изделия из морёной бересты, в том числе уникальная посуда, обитая оленьей шкурой для сохранения тепла содержимого. А ещё обувь из оленьих лап, бубен из лосиной шкуры, костюм шамана и большущий скелет страшно подумать кого под потолком.
На территории комплекса работает ресторан, где можно попробовать такую аутентичность, как строганина из жеребячьей печени, хаса из жеребячьего жира, харта из жеребячьего желудка, хаан (кровяная жеребячья колбаса) или быппах (национальный кисломолочный продукт).